# Scots Greys

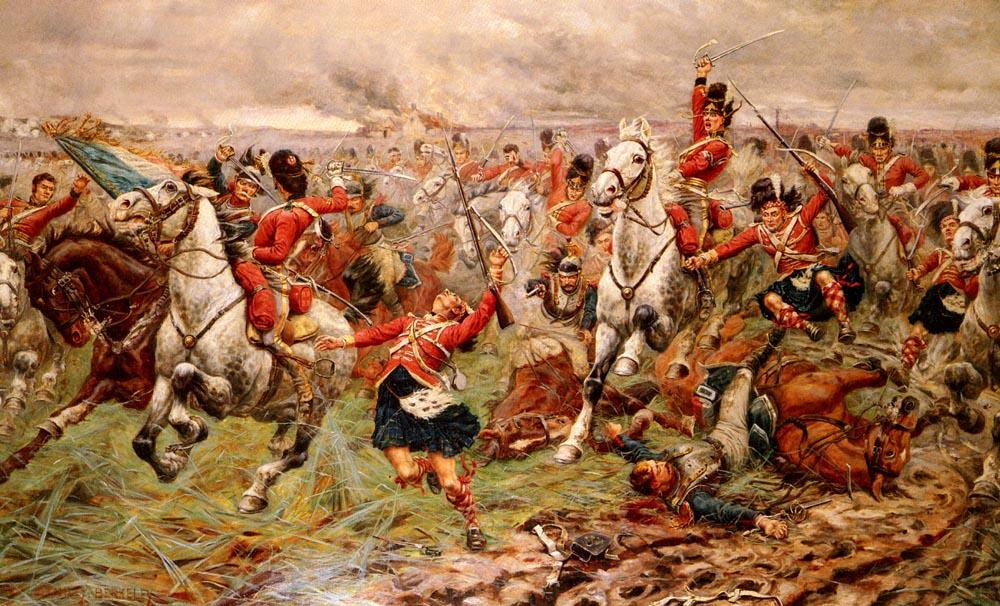
Scots Greys, slaget vid Waterloo, 1815

Scots Greys var ett kavalleriregement i den brittiska armén från 1678 till 1971. Under befäl av Wellington sattes de in mot Napoleons kyrassiärer i slaget vid Waterloo 1815. Det fruktade kavalleriet var väldisciplinerat och beväpnat med svärd. Under sitt anfall mot Napoleons kavalleri tog de dock mycket stryk, och retirerade.